# سینوس پرویزنی
سینوس پرویزنی (به انگلیسی: ethmoid sinuses) بین چشم و بینی و در استخوان پرویزنی واقع است. سینوس‌های فکی و پرویزنی از بدو تولد وجود داشته و تا ۱۸ سالگی به رشد خود ادامه می‌دهند. سینوزیت پرویزنی باعث ایجاد درد و احساس فشار بین بینی و چشم‌ها می‌شود (سردرد).
سینوس‌ها حفره‌هایی خالی هستند که درون استخوان‌های صورت قرار دارند. سطح داخلی سینوس‌ها با غشاهای مخاطی پوشیده شده‌اند و سینوس‌های پیرابینی‌ای هریک توسط مجرایی به بینی راه پیدا می‌کنند.

## نگارخانه

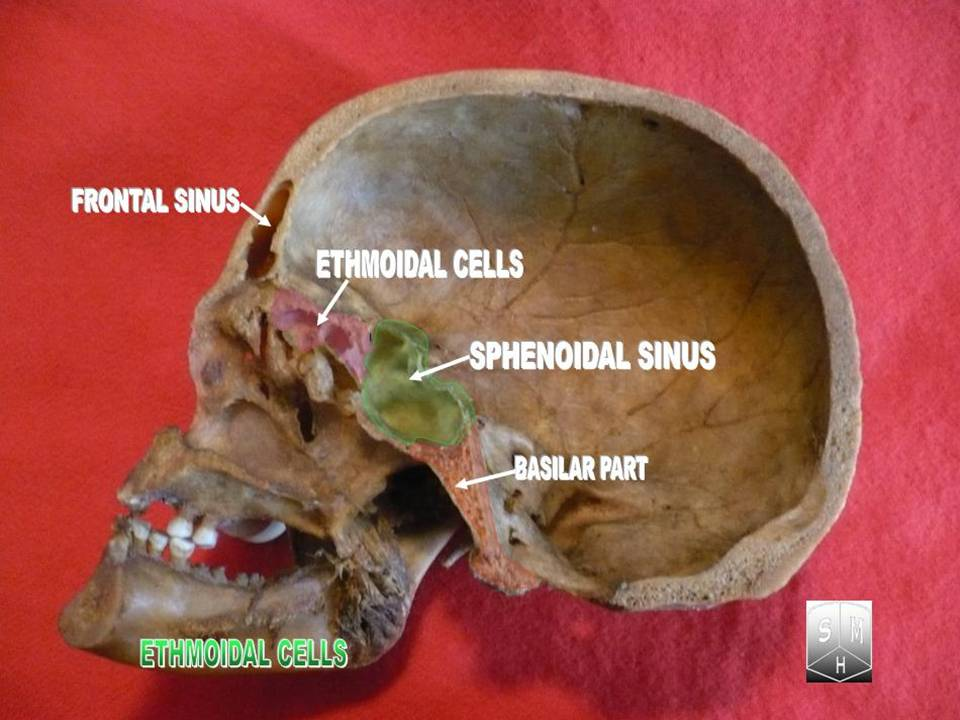
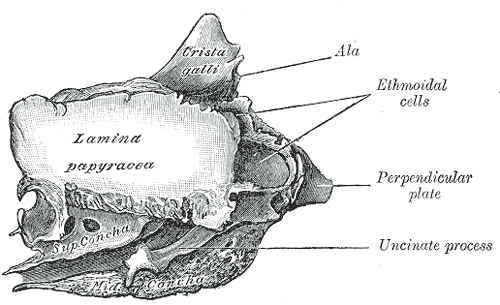
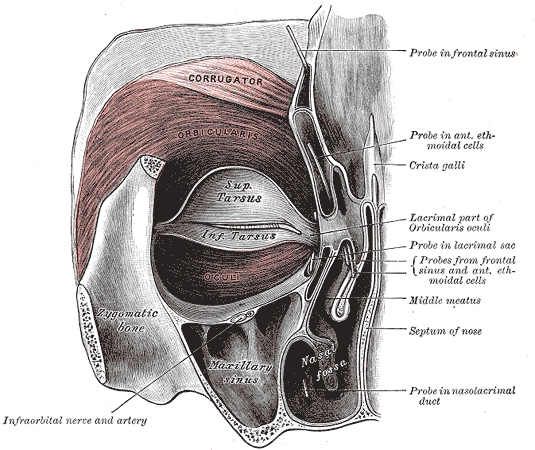
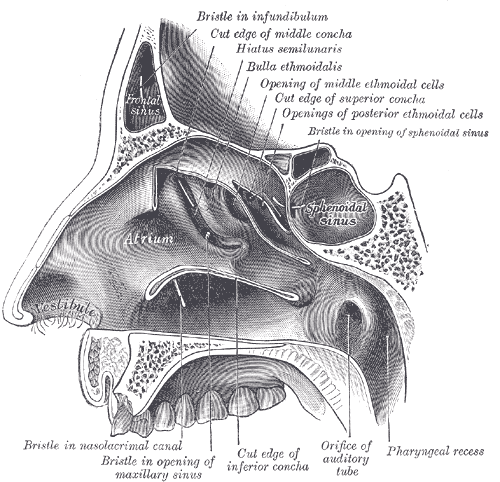
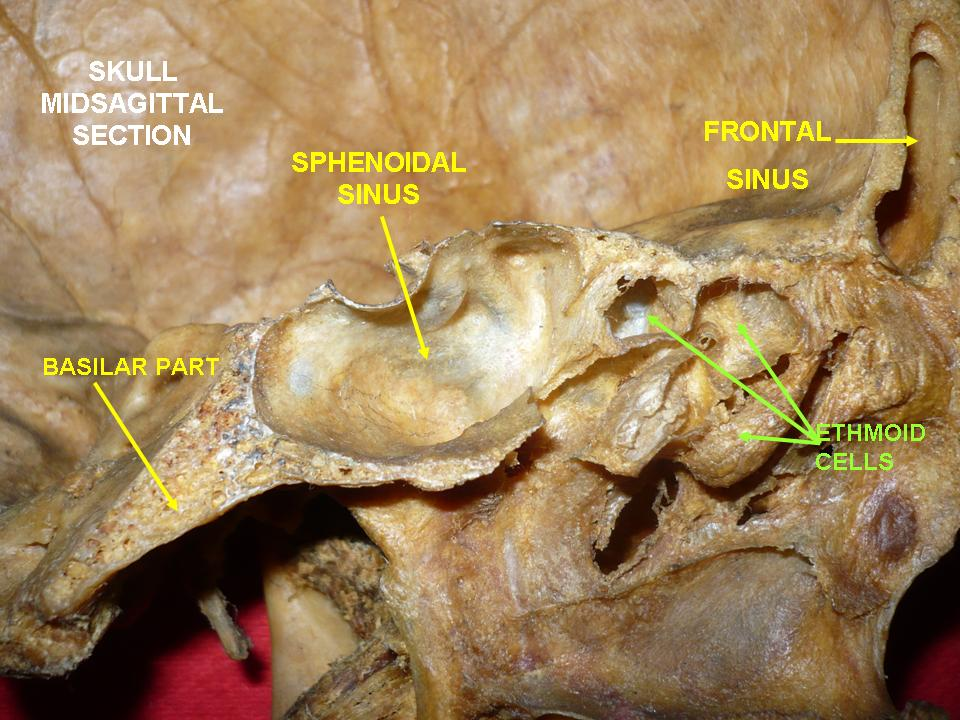
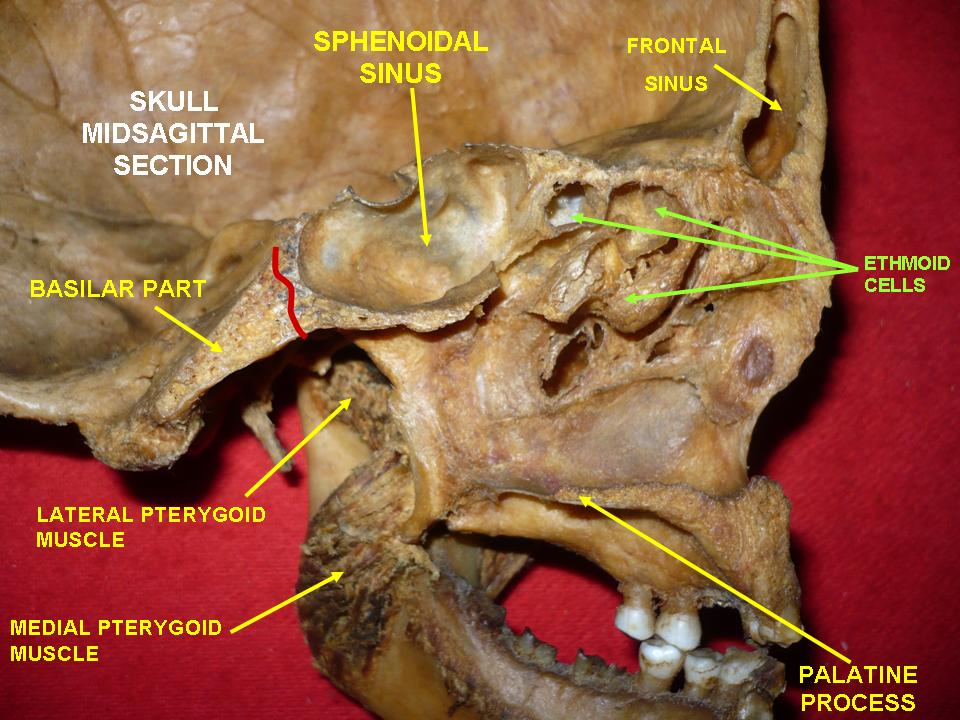